# 디스가누스
디스가누스 (Dysganus)는 백악기 후기 공룡의 한 속으로 의문스러운 속이다. 각룡류에 속하며 화석은 몬태나 주에서 발견되었다.

## 역사
의문스러운 이 속에 포함된 종으로는 디스가누스 엔카우스투스, 디스가누스 비카리나투스, 그리고 디스가누스 페이가누스 등이 있으나 이들 모두 이빨에만 기반해 명명된 것이다. 네번째 종인 디스가누스 하이데니아누스 (Dysganus haydenianus) 도 역시 케라톱스과의 것으로 보이는 이빨로부터 명명되었다. 이들 네 종은 모두 에드워드 드링커 코프에 의해 1876년에 보고되었다. 1907년에 해처는 디스가누스의 이빨을 재기술했으며 이 속이 의문명이라고 보았다. 1942년에 럴과 라이트는 D. peiganus 의 이빨이 검룡류의 이빨이라고 보았다.
각 종의 모식표본은 하나에서 여덟 개의 이빨로 구성되어 있으며 모두 따로 떨어져 있다.

## 분류
코프는 1876년에 디스가누수를 주디스강의 지층에서 발견되는 하드로사우루스류의 일종인 트라코돈티드과로 분류했다.

## 고생태학
모식종인 D. encaustus는 주디스리버 층에서 발견되었다. 역시 의문스러운 속들인 팔라이오스킨쿠스, 키오노돈, 디클로니우스, 그리고 모노클로니우스 등과 같이 살았다.